# Назад у майбутнє
Це стаття про перший фільм трилогії «Назад у майбутнє». Про саму трилогію — див. Назад у майбутнє (трилогія)
«Назад у майбутнє» (англ. Back to the Future) — культовий американський фантастичний пригодницький фільм режисера Роберта Земекіса та виконавчих продюсерів Стівена Спілберга, Френка Маршалла та Кетлін Кеннеді. Прем'єра відбулася 3 липня 1985 року в США і Канаді. Фільм отримав рейтинг PG від організації Motion Picture Association of America (MPAA) — «Дітям рекомендується перегляд спільно з батьками».
Сценаристами картини стали Боб Ґейл і Роберт Земекіс. У фільмі знімались Майкл Джей Фокс у ролі Марті МакФлая, а також Крістофер Ллойд, Леа Томпсон, Криспін Гловер і Томас Ф. Вілсон.
«Назад у майбутнє» — це історія про підлітка, що випадково потрапив із 1985 в 1955 рік. Він натрапляє на своїх батьків, учнів середньої школи, й випадково пробуджує романтичний інтерес з боку своєї матері. Марті мусить компенсувати завдану шкоду історії, примусивши своїх батьків покохати одне одного, а також має знайти спосіб повернутися назад у 1985 рік.
Численні студії відхиляли сценарій, проте кінокомпанія Universal Pictures не відмовила молодим авторам. Продюсером фільму став Стівен Спілберг.
Картина стала найуспішнішим фільмом року, зібравши понад 380 млн доларів США по всьому світу, а також діставши численні позитивні відгуки критиків. Фільм здобув премію Г'юго за найкращу постановку і премію «Сатурн» за найкращий фантастичний фільм, а також «Оскар», «Золотий глобус» і BAFTA — найпрестижніші кінонагороди США і Великої Британії. Президент США Рональд Рейган навіть уживав цитати з картини. 2006 року Бібліотека Конгресу США обрала цю кінострічку для збереження в Національному реєстрі фільмів, а в липні 2008 року Американський інститут кіномистецтва визнав фільм найкращим у жанрі наукової фантастики.
Картина започаткувала франшизу «Назад у майбутнє-2» (1989) і «Назад у майбутнє-3» (1990), а також серію мультфільмів і коміксів.
На 6 березня 2024 року фільм займав 31-у позицію у списку 250 найкращих фільмів за версією IMDb.

## Сюжет
Марті Мак-Флай — звичайний американський підліток, що живе у 1985 році в понурій суворій родині Макфлаїв у містечку Гілл-Веллі, Каліфорнія. Він мріє грати в музичному гурті та 25 жовтня відвідує свого друга, вченого-винахідника, доктора Еммета Брауна на прізвисько «Док», щоб пограти на електрогітарі. Проте Док відсутній і лише просить по телефону зустрітися з ним о 1:15 біля торговельного центру «Дві сосни», щоб зафільмувати якусь незвичайну подію. Марті спізнюється до школи, де за це дістає чергове попередження від директора Стрикленда і не проходить відбір свого музичного гурту для виступу на шкільному балу. Після школи він з подругою Дженіфер планують поїхати на пікнік, але в їхню зустріч втручається жінка, яка збирає пожертву на відновлення годинника будівлі суду. На листівках зазначено, що 12 листопада 1955 року в годинник влучила блискавка.
Плануючи поїздку з Дженніфер, Марті сподівається взяти батькову машину. Та коли він повертається ввечері додому, виявляється, що машину позичив і розбив Біф Таннен, колишній однокласник його батька, Джорджа. Оскільки Біф начальник Джорджа, той терпить його хамство і принижується перед ним. Мати Марті, Лорейн — намагаючись постати взірцем чесноти й хороших манер, критикує Дженіфер, стверджуючи, що сама ніколи не бігала за хлопцями. Манірна сестра Марті Лінда і безпорадний брат Дейв доповнюють картину. Лорейн розповідає за вечерею історію своєї зустрічі з Джорджем, коли він потрапив під машину її батька. Тоді Лорейн зглянулася над хлопцем і погодилася піти з ним на шкільний бал, що вважає своєю долею.
Уночі Марті прибуває в призначене Доком місце. Той показує автомобіль DeLorean DMC-12, який він модифікував під машину часу, що працює за допомогою викраденого плутонію, який генерує 1,21 ГВт потужності. Док пояснює, що для переміщення в часі потрібно розігнати авто до швидкості 88 миль/год (142 км/год). Вони успішно відправляють на одну хвилину в майбутнє пса Дока — Ейнштейна. Демонструючи можливості машини, Док встановлює на табло в салоні 5 листопада 1955 року — дату коли він винайшов спосіб подорожувати в часі. Несподівано з'являються лівійські терористи, яких Еммет обманув і вкрав у них плутоній, і вбивають Дока. Тікаючи на DeLorean від терористів, Марті не зауважує як розганяється до 88 миль/год і переміщується в 1955 рік.
1955 року Гілл-Веллі має зовсім інакший вигляд. Марті врізається в сарай, де місцеві жителі сприймають його за інопланетянина й намагаються застрелити. Марті ховає авто і натрапляє в кав'ярні на свого юного батька Джорджа, з якого знущається Біф. Тамтешній прибиральник підбадьорює Джорджа, а Марті мимоволі надихає прибиральника стати в майбутньому мером міста. Згодом Джордж падає з дерева, звідки він у бінокль підглядав за дівчатами. Марті кидається рятувати його та замість нього потрапляє під авто. Отямившись, Марті бачить молоду й струнку Лорейн, яка закохується в нього. Марті увертається від її приставань, і, повечерявши з родиною Бейнсів, вирушає на пошуки Дока.
Марті переконує Дока, що прибув із майбутнього, і просить допомогти йому повернутися в 1985 рік. Док приголомшений тим, що машина часу потребує 1,21 гВт потужності, і каже, що єдиний спосіб дістати таку кількість енергії — використати удар блискавки, бо плутоній, за словами Дока, в п'ятдесяті роки — велика рідкість. Марті згадує, що блискавка влучить у годинник на будівлі суду наступної суботи рівно о 22:04. Док робить висновок, що Марті порушив хід історії, завадивши знайомству батьків і тепер він неодмінно мусить їх закохати одне в одного, а коли ні, то Марті та його брат із сестрою попросту зникнуть з майбутнього, а історія перепишеться. На доказ цього Док звертає увагу Марті на фотографію, що він зберіг з 1985 року. На знімку, де зображений Марті з братом Дейвом і сестрою Ліндою, Дейв уже починає зникати.
Цілий тиждень Марті напружено намагається подружити Лорейн і Джорджа, проте зазнає невдач. При кожній зустрічі мати закохується в нього все більше, а Джорджа ігнорує. Тоді Марті, знаючи про захоплення Джорджа фантастикою, вночі відвідує його в захисному протирадіаційному костюмі, представившись прибульцем Дартом Вейдером з планети Вулкан. Марті одягає Джорджеві навушники з записом важкого металу та промовою, де йдеться, що він має запросити Лорейн на бал. Джордж слухається і намагається запросити Лорейн, проте нахабний здоровило Біф стає йому на заваді. Марті втручається, хуліган з товаришами женеться за ним і потрапляє в купу гною. Прилюдно осоромлений Біф обіцяє помститися.
Вражена цією пригодою, Лорейн сама запрошує Марті на побачення. Тоді Марті планує примусити Джорджа врятувати Лорейн від сексуальних домагань Біфа у ніч, коли відбудеться шкільний бал. На побаченні Лорейн стає випивати спиртне і запалює цигарку. Але раптово виринає п'яний Біф, витягає Марті з машини, пхає його в багажник сусіднього авто і починає активно чіплятися до Лорейн. Джордж прибуває вчасно, щоб урятувати Лорейн. Лютий Біф заломлює Джорджові руку, але Джордж збирається з силами та завдає удару Біфові в щелепу, від чого той непритомніє.
Машина, в багажнику якої замкнули Марті, належить гуртові, під час виступу якого батьки Марті вперше поцілувались на шкільному балу. Намагаючись визволити Марті з багажника, гітарист цієї групи Мартін Беррі пошкоджує руку. Марті запевняє, що вміє грати на гітарі й може виступити замість нього. Джордж і врятована ним Лорейн цілуються. Закінчуючи свій виступ, Марті представляє новий стиль музики, який мав постати тільки через кілька років. Наостанок він прощається з Лорейн і Джорджем, але обіцяє, що вони ще зустрінуться. Лорейн вирішує, що якщо в неї народиться син, вона назве його Марті.
Тим часом доктор Браун розробляє спосіб як доставити Марті назад у майбутнє, переправивши кабелем блискавку до ліхтарів, між якими в ту ж мить повинне проїхати авто. Але через грозу кабель обривається, тож Доку доводиться вилізти на будівлю суду, при цьому ледве не впавши, а потім нашвидкоруч полагодити розірваний контакт. Марті не встигає попередити його про терористів, але розуміє, що може повернутися до 1985 року раніше, ніж відбув.
У мить його повернення вже можна помітити як змінилася історія: мер міста став безпритульним, а торгівельний центр називається «Самотня сосна» (адже другу сосну Марті випадково поламав, коли з'явився в 1955). Марті не вдається випередити терористів. Док, здавалося б, гине знову, та виявляється, що він завбачливо одягнув бронежилет завдяки залишеному в 1955 листову Марті. Не гаючи часу, Док вирушає в майбутнє, до 2015 року.
Після повернення додому Марті засинає, а зранку бачить суттєві зміни в житті своєї сім'ї. Лінда стриманіша, Дейв упевнений в собі, його батько став успішним письменником фантастичних романів, мати виглядає стрункішою та розкутіша, а Біф працює на Джорджа (полірує машину, що тепер ціла). Коли Марті з Дженніфер збираються на пікнік, повертається доктор Браун з поганими новинами — потрібно рятувати дітей Марті й Дженніфер у майбутньому. Втрьох вони вирушають у 2015 рік.

## У ролях
| Актор              | Роль                                                  |
| ------------------ | ----------------------------------------------------- |
| Майкл Джей Фокс    | Марті МакФлай                                         |
| Крістофер Ллойд    | Емметт Браун                                          |
| Ліа Томпсон        | Лоррейн Бейнс (МакФлай)                               |
| Кріспін Гловер     | Джордж МакФлай                                        |
| Томас Ф. Вілсон    | Біф Таннен                                            |
| Клаудія Веллс      | Дженніфер Паркер                                      |
| Марк МакКлюр       | Дейв МакФлай                                          |
| Венді Джо Спербер  | Лінда МакФлай                                         |
| Джордж ДіЧенцо     | Сем Бейнс                                             |
| Френсіс Лі Маккейн | Стелла Бейнс                                          |
| Майя Брютон        | Саллі Бейнс                                           |
| Джейсон Герві      | Мілтон Бейнс                                          |
| Куртні Ґейнс       | Діксон, юнак, який перериває танець Джорджа та Лорейн |
| Х'юї Льюїс         | камео                                                 |

| Актор                 | Роль                                             |
| --------------------- | ------------------------------------------------ |
| Джеймс Толкан         | містер Стрікленд                                 |
| Джей Джей Коен        | «Скінхед»                                        |
| Кейсі Семашко         | «3-D»                                            |
| Біллі Зейн            | «Зубочистка»                                     |
| Гаррі Вотерс молодший | Марвін Беррі                                     |
| Дональд Фуллілов      | Голді Вілсон                                     |
| Ліза Фріман           | Бабс                                             |
| Крістен Кауффман      | Бетті                                            |
| Ельза Рейвен          | збирачка пожертв                                 |
| Джордж «Бак» Флауер   | Ред, безпритульний колишній мер міста            |
| Вілл Хер              | батько Пібоді                                    |
| Айві Бетьюн           | мати Пібоді                                      |
| Кетрін Бріттон        | донька Пібоді                                    |
| Джейсон Марін         | син Пібоді                                       |
| Норман Олден          | власник кафе Лу                                  |
| Рід Морган            | поліцейський                                     |
| Річард Дюран          | лівійський терорист                              |
| Джефф О'Хако          | водій фургона, у якому їхали лівійські терористи |

## Оцінки й відгуки
Фільм «Назад у майбутнє» зібрав здебільшого позитивні відгуки критиків.
Згідно з «The Washington Post», «Це надзвичайно приємна науково-фантастична комедія, наповнена чарівністю, сентиментальністю, що проноситься так, як може тільки справжній літній хіт… Земекіс надає енергію кожній сцені — те, як він підносить світові високе проти низького, викривлюючи лінзи, перетворює екран на лобове скло, і ще він тямить у масштабних кліфхенгерах».
На думку «Los Angeles Times» про фільм, «Він великий, мультяшний і порожній, з цікавою передумовою, яка виявляється недорозвиненою та надмірно розцяцькованою…. Не вистачає дрібки милої винахідливості у виправленні тієї халепи, що Макфлай випадково вирушив на 30 років назад у машині часу професора».
У «New York Times» писали, що «Містер Земекіс здатний як утримати темп історії, так і стримати її від того, щоб зайти надто далеко. Він скеровує „Назад у майбутнє“ з такою винахідливістю, яка засвідчує, що він ще довго крутитиме смішні, химерні казки».
«The Seattle Times» стверджували, що «„Назад у майбутнє“ — комедія Стівена Спілберга про подорожі в часі, яка настільки зайнята своєю розумністю, що спотикається об власну винахідливість. Попри це, вона могла б приглянутися з привабливим актором у головній ролі. На жаль, у фільмі зіграв Майкл Дж. Фокс із телевізійного фільму „Родинні узи“, і він показує телевізійну виставу. Він читає свої рядки, він не тараниться в меблі, він не скутий (крім випадків, коли грає в камеру), але він абсолютно не зацікавлений».
У «Variety» вважали, що «Центральні дійові елементи сценарію двоїсті; повернути аудиторію до 1955 року, що дозволяє зробити багато гумористичних порівнянь у поп-культурі, і доставляти підлітка 1985 року (Майкл Дж. Фокс) до порогу своїх майбутніх батьків, коли вони були 17-річними дітьми… Фільм також сильно зациклений на авантюрі між постаттю „артурівського лицаря“ Фокса та персонажі Крістофера Ллойда, божевільного вченого, схожого на Мерліна».
В «The Hollywood Reporter» писали, що фільм обігрує іншу стрічку, «Це дивовижне життя» (1946), подаючи її крізь призму Едіпового комплексу. Але тоді як персонаж Майкла Джея Фокса центральний, Крістофер Ллойд «краде шоу».